# Henry Clinton (1771-1829)
Henry Clinton (Londra, 9 marzo 1771 – Ashley, 11 dicembre 1829) è stato un generale e politico britannico.

## Biografia

### I primi anni
Clinton nacque in una famiglia di tradizione militare, in cui suo fratello maggiore fu  William Henry Clinton, mentre suo padre era il generale Henry Clinton, comandante in capo delle truppe britanniche in Nord America durante la Rivoluzione americana. Suo nonno fu l'ammiraglio George Clinton (1686–1761).
Clinton iniziò la sua carriera come marinaio nel 1786 a bordo della HMS Salisbury al comando del capitano Erasmus Gower, nella squadra del commodoro John Elliot, comandante in capo e governatore di Terranova. Clinton si dimostrò da subito inadatto alla vita di mare, con frequenti malesseri che lo portarono a lasciare la marina al compimento dei tre anni previsti.
Promosso ufficiale nel 1787, andò nelle Fiandre come aiutante di campo del principe Federico, duca di York a partire dal 1793. Promosso tenente colonnello nel 1795, venne catturato dai francesi e tenuto prigioniero nel 1796-1797. Nel corso della campagna del 1799 in Italia settentrionale, fu ufficiale di collegamento con l'armata russa del maresciallo Alexander Suvarov. Venne quindi inviato in India come aiutante generale dal 1802 al 1805.
Nella Battaglia di Austerlitz del 1805, Clinton fu attaché militare britannico all'armata russa. Comandò la guarnigione di Siracusa, in Sicilia, dal 1806 al 1807.

### La guerra peninsulare
Durante la campagna e la battaglia di Corunna nel 1808–1809, prestò servizio come aiutante generale di sir John Moore e venne promosso maggiore generale nel 1810.
Durante il resto della guerra peninsulare comandò una divisione di fanteria sotto il marchese di Wellington (poi duca). Venne nominato al comando della 6ª divisione di fanteria il 9 febbraio 1812, nel corso della battaglia di Salamanca, e la sua divisione giocò un ruolo chiave nella sconfitta del generale francese Bertrand Clausel durante il suo contrattacco. Guidò quindi la sua divisione nell'assedio di Burgos. Dal 26 gennaio al 25 giugno 1813, Clinton fu assente e venne sostituito al comando dal generale Edward Pakenham. Per la sua condotta nella battaglia di Vitoria, divenne cavaliere di gran croce dell'Ordine del Bagno.
Nuovamente assente dal 22 luglio all'ottobre di quello stesso anno, riprese il comando della 6ª divisione,  ottenendo nello stesso anno il rango di tenente generale nell'esercito spagnolo; dopo le vittorie di Nivelle, Nive, Ortheze  e Tolosa ottenne il rango di ispettore generale e tenente generale nell'esercito britannico, meritando inoltre la Army Gold Cross con una barretta.
Nel 1815 durante la Battaglia di Waterloo, Clinton guidò la 2ª divisione di fanteria che Wellington pose in riserva sul suo fianco destro, e con tale funzione inseguì la guardia imperiale di Napoleone alla fine dello scontro.

### La carriera politica
Divenne membro del parlamento per Boroughbridge nel 1808, mantenendo tale sede per dieci anni.

### Gli ultimi anni
Nel 1815 divenne colonnello del Royal East Kent Regiment, posizione che mantenne sino alla sua morte.
Morì nella sua residenza di campagna ad Ashley, nell'Hampshire, l'11 dicembre 1829. Sposò Susan, figlia di Francis Charteris, lord Elcho, ma la coppia non ebbe eredi.